# Underneath Your Clothes
Underneath Your Clothes este a doua melodie de pe albumul Laundry Service al cântăreței columbiene Shakira. Este o baladă de dragoste care a sporit numărul de unități comercializate ale albumului de proveniență, ocupând locul 1 în țări precum Australia sau Austria, regiuni unde a obținut și vânzări ridicate. Yahoo Music a comparat interpretarea din „Underneath Your Clothes” cu cea a lui Jewel. Conform Yahoo! Music, a fost una din cele douăzeci mai vândute melodii din timpul primului deceniu al mileniului XXI, cu peste 5 milioane de copii.

## Clasamente de sfârșit de an
| Clasament (2002)                 | Loc |
| -------------------------------- | --- |
| Australian Singles Chart         | 12  |
| Austrian Singles Chart           | 7   |
| Belgian (Flanders) Singles Chart | 5   |
| Belgian (Wallonia) Singles Chart | 18  |
| Dutch Top 40                     | 15  |
| French Singles Chart             | 29  |
| Irish Singles Chart              | 13  |
| New Zealand Singles Chart        | 14  |
| Swiss Singles Chart              | 4   |
| UK Singles Chart                 | 41  |
| U.S. Billboard Hot 100           | 66  |